# كينغ كورتيس
كينغ كورتيس (بالإنجليزية: King Curtis)‏ هو عازف جاز ومغني أمريكي، ولد في 7 فبراير 1934 في فورت وورث في الولايات المتحدة، وتوفي في 13 أغسطس 1971 في نيويورك في الولايات المتحدة بسبب جرح طعني.

## وصلات خارجية
- كينغ كورتيس على موقع الموسوعة البريطانية (الإنجليزية)
- كينغ كورتيس على موقع ميوزك برينز (الإنجليزية)
- كينغ كورتيس على موقع أول ميوزيك (الإنجليزية)
- كينغ كورتيس على موقع ديسكوغز (الإنجليزية)
- كينغ كورتيس على موقع ديسكوغز (الإنجليزية)